# مجزرة رفح 1956
مذبحة رفح التي وقعت في 12 نوفمبر 1956، هي مذبحة نفذها جيش الإسرائيلي في بلدة رفح أثناء احتلاله شبه جزيرة سيناء ومحمية غزة. وقد راح ضحيتها نحو 111 شخصاً من سكان رفح ومخيم اللاجئين.
تفاصيل المجزرة لا تزال موضع نقاش، حيث أن إسرائيل لا تنكر ولا تعترف بأي اعتداءات، لكنها تعترف بأن عددًا من اللاجئين قد قُتلوا أثناء عملية الفحص. وتزعم أن اللاجئين استمروا في مقاومة جيش الإسرائيلي. بينما يؤكد الفلسطينيون أن كل المقاومة قد توقفت عندما وقعت أعمال القتل.
ووفقًا لشهادات الناجين، في 12 نوفمبر أعلنت القوات الإسرائيلية حظر التجول في رفح ومخيمها، وطلبت من الرجال الذين تزيد أعمارهم عن 15 عامًا الخروج والتوجه إلى مدرسة رفح وذلك لاقتلاع أعضاء الفدائيين الفلسطينيين واللواء الفلسطيني في الجيش المصري. وعندما اجتمع الآلاف في ساحة المدرسة قام الجنود بإطلاق النار باتجاه الرجال، فتدافع الالاف متسلقين سور المدرسة لكنه انهار على متسلقيه، مما أوقع مئات القتلى والمصابين.

## الخلفية
كانت بلدة رفح، الواقعة على حدود قطاع غزة مع مصر، إحدى النقطتين المستهدفة في الهجوم الأول الذي شنته قوات الدفاع الإسرائيلية ضد قطاع غزة في الأول من نوفمبر. انهارت دفاعات رفح خلال ساعات الأولى من الهجوم. ثم توقف القتال بين القوات الإسرائيلية وقوات المصريين والمسلحين المحليين في 7 نوفمبر. ثم خلع ضباط الجيش المصري في المنطقة ملابسهم العسكرية وهربوا إلى داخل رفح، لينضموا إلى جموع المدنيين.

## المجزرة
في عام 1956 كان مخيم رفح يحتوي على حوالي 32000 شخص. في 12 نوفمبر بين الساعة 6 و 6:30 صباحًا، تم إصدار إعلان من قبل القوات الإسرائيلية عبر مكبرات الصوت يطلب من الرجال ما بين 15 عاما وحتى 60 عاما (تتنوع تقارير الشهود عن العمر المطلوب) الخروج والتوجه إلى مبنى المدرسة التابعة للأونروا في شارع البحر.
ثم قامت القوات بإطلاق بنادقهم في الهواء وضرب الرجال العرب بالعصي كي يتعجلون في الوصول إلى المدرسة. وقد تم إطلاق النار على حشد من الفلسطينيين دون سابق إنذار في الطريق إلى المدرسة. وفقًا لمسؤول في الأونروا، لم يتم سماع الإعلان في جميع أنحاء رفح، ولم يُمنح وقت كاف للوصول إلى المدرسة، لذلك ركض العديد من اللاجئين حتى لا يتأخروا عن الحضور. ويبدو أن الجنود أصيبوا بالذعر وفتحوا النار على الحشد.
وعندما كان يتجمع الرجال في المدرسة، كانت القوات الإسرائيلية متمركزة على طول الشارع وهي تطلق النار فوق رؤوس الرجال لتجعلهم يتعجلون، كما كانوا يطلقون النار على بعضهم بإدعاء أنهم من الفدائيين. يُزعم البعض أن الجنود الإسرائيليين قاموا بسخرية الرجال، فهم يهتفون «هذا واحد فدائي!» فكانوا يستهدفونهم بأسلحتهم النارية.
كما قامت القوات الإسرائيلية بتفتيش منازل البلدة بحثاً عن أي رجال متبقين فيه، الذين لم يمتثلوا لأوامرهم، فهم قتلوا أي شخص وجدوه. ولذلك في طريق التجمع في ساحة المدرسة، حدث إطلاق نار متقطع مع وقوع العديد من القتلى.
وصل الرجال بشكل مستمر إلى ساحة المدرسة حتى الساعة 11 صباحًا. ذكر شهود العيان أنهم تعرضوا للترهيب والإهانة من قبل الجنود. ثم أُمروا أن يضعوا رؤوسهم على الأرض. ثم قامت القوات بإطلاق النار اتجاههم. فتدافع البعض متسلقين سور المدرسة لكنه انهار على متسلقيه. أوقعت العملية مئات القتلى والمصابين.

## ما بعد الحادثة
تم إلقاء جثث القتلى في حي تل زعرب غربي مدينة رفح. ثم ذهبت عائلات القتلی في تحد لحظر التجول إلى هناك لالتقاط جثث ذويهم ودفنها. جرت هذه المدافن دون تحديد هوية الجثث، مما جعل المحاولات اللاحقة للعثور على العدد الدقيق للقتلى امر صعب.
انسحبت إسرائيل من قطاع غزة في 16 مارس 1957، بعد تهديدات فرضها الرئيس الأمريكي دوايت أيزنهاور بفرض عقوبات اقتصادية من قبل الأمم المتحدة. انتشرت أخبار مذبحة رفح بسرعة في الصحافة الأجنبية. ذكرت صحيفة التايمز اللندنية أن حوالي 60 لاجئ قد قتلوا. في 28 نوفمبر، قدم ديفيد بن غوريون، ردا على سؤال من عضو شيوعي في الكنيست، الرواية الرسمية للأحداث، مشيرا ان حوالي 48 شخصًا قد قُتل. ثم نتيجة للتغطية الأجنبية، انتهت أعمال القتل الجماعي في قطاع غزة، على الرغم من استمرار إسرائيل في تنفيذ عمليات الإعدام من دون محاكمة. فسر رئيس بعثة مراقبي الأمم المتحدة هذه الإجراءات بأنها تهدف إلى تفريغ قطاع غزة من اللاجئين.

### تقرير الأمم المتحدة
في 15 ديسمبر 1956، تم تقديم التقرير الخاص لمدير وكالة الأمم المتحدة لإغاثة وتشغيل اللاجئين الفلسطينيين في الشرق الأدنى (الأونروا) الذي يغطي الفترة من 1 نوفمبر 1956 إلى منتصف ديسمبر 1956 إلى الجمعية العامة للأمم المتحدة.
اعترف التقرير بأن الظروف المحيطة بعملية القتل مشبوهة، لكنه ابلغ عن 111 حالة وفاة حصلت في 12 نوفمبر. وشمل ذلك 103 لاجئ وسبعة سكان محليين ومصري واحد. بينما تفيد مصادر فلسطينية أن عدد القتلى بلغ 197 قتيلا، و 23 آخرين لم يعرف مصيرهم أو اختفوا.

### التغطية الصحفية
في عام 2009، نشر الصحفي الكوميدي الأمريكي جو ساكو تقريرا من 418 صفحة عن عمليات القتل في خان يونس ورفح، بعنوان "هوامش في غزة"، وتعتمد الرواية المصورة بشكل كبير على حسابات شهود عيان معظمهم مباشرة.